# Nepeta bombaiensis
Nepeta bombaiensis là một loài thực vật có hoa trong họ Hoa môi. Loài này được Dalzell mô tả khoa học đầu tiên năm 1861.